# Tatsuya Egawa
Tatsuya Egawa (江川達也?, Egawa Tatsuya; Nagoya, 8 marzo 1961) è un fumettista giapponese.

## Biografia
Tatsuya Nonomura nasce l'8 marzo 1961 a Nagoya. A 17 anni viene adottato dalla famiglia Egawa, dalla quale assume il cognome.
Si laurea in matematica applicata all'università di Aichi, e lavora per cinque mesi come insegnante in una scuola preparatoria. 
In seguito si trasferisce a Ichikawa, nei pressi di Tokyo, dove lavora per quattro mesi come assistente sotto la guida del prolifico Motomiya Hiroshi, disegnatore di manga d'azione molto famoso in patria.
La sua prima storia pubblicata è Don't Give Up con la quale vince il concorso Comic Morning's open contest, della rivista Comic Morning.
Esordisce come autore completo nel 1984, con Be Free!, storia di un professore di matematica (di 23 anni, la stessa età di Egawa all'epoca). 
A parte gli evidenti elementi autobiografici, in questo manga (come in molti altri che seguiranno) Egawa mescola azione, dramma, sentimenti, critica sociale ed erotismo, seguendo il consiglio (come egli stesso racconta) del maestro Motomiya Hiroshi. 
L'enorme successo di Be Free! risolleva Comic Morning, così la storia può proseguire per altri quattro anni. 
Dopo la conclusione, Egawa abbandona l'editore Kōdansha per passare al rivale Shūeisha, per la quale realizza Magical Taruruuto-kun, serie per bambini che riscuote subito un grande successo.
Nel 1992 è la volta di Golden Boy, di cui viene prodotta anche una serie di sei OAV molto fedeli all'originale. 
Negli stessi anni realizza Tōkyō daigaku monogatari (Storie dell'università di Tokyo), che narra di tre ragazzi che si preparano per l'esame d'ammissione alla più prestigiosa università del Giappone. 
Tra le opere giunte in Italia figurano The Last Man, storia che mescola ironia, ambientazioni scolastiche, fantascienza e elementi horror, e Deadman, un'originale storia di vampiri in puro stile Egawa, ricca di brividi e di erotismo, ma anche di interessanti spunti socio-antropologici.
Tra gli assistenti di Egawa spicca Kōsuke Fujishima, noto come il creatore del manga Oh, mia dea!.
Nel 2003 l'eclettico autore dirige un film porno, Akogare no Katei-Kyoshi ("L'insegnante privato che ho sempre voluto essere").
Nel 2005 l'autore interviene a Lucca Comics con un simpatico videomessaggio in cui narra le radici di Yapoo, la censura che il libro ebbe da parte dell'amministrazione americana, e lo consiglia ai lettori di "stomaco forte"!
Nel 2006 dal manga Tōkyō daigaku monogatari viene tratto un lungometraggio omonimo, con l'attrice ventenne Yōko Mitsuya (molto nota in patria per le forme prosperose) nella parte principale.

## Opere
- 1984 - Be Free! (disegni e storia)
- 1988 - Magical Taruruuto-kun (disegni e storia)
- 1992 - Golden Boy (disegni e storia)
- 1992 - Tōkyō daigaku monogatari (disegni e storia)
- 1995 - Golden Boy (anime: disegni e storia)
- 1995 - Golden Boy (anime: soggetto originale)
- 1996 - Happy Boy
- 1998 - Deadman (disegni e storia)
- 1998 - The Last Man (disegni e storia)
- 2000 - Bunkasai Story (disegni e storia)
- 2001 - Genji Monogatari (disegni e storia)
- 2003 - Yapoo - Il bestiame umano (disegni)
- 2004 - Tōkyō daigaku monogatari (soggetto originale)
- 2005 - Playback Part 2 / Jiettsukomikkusu
- 2007 - Katei Kyoshi Shin Miyayama Mika
- 2010 - Golden Boy 2 (disegni e storia)
- 2010 - Sengoku Satomi Hakkenden Episode Zero - Nansosatomihakkenden Yori - (SP Comics) Egawa Tatsuya / Takizawa Bakin Original Writer
- 2010 - Nichi Ro Senso Monogatari (anche noto come Russo-Japanese War Story)
- 2012 - Saishu Senso Ron Ishihara Kanji to MIYAZAWA KENJI

## Filmografia
- 2003 - Akogare no katei kyōshi, (adult video)
- 2003 - Akogare no ofisu redi. (adult video)
- 2004 - Akogare no sentō in, (adult video)
- 2006 - Tokyo University Story
- 2010 - King Game (KING GAME キングゲーム)